# Michael Legutke
Michael K. Legutke (* 21. November 1944) ist ein deutscher Anglist.

## Leben
Von 1965 bis 1972 studierte er katholische Theologie, Germanistik, Anglistik und Amerikanistik an den Universitäten Bonn, München und Frankfurt (1972 Erstes Staatsexamen in Anglistik/Amerikanistik, Politikwissenschaft, 1977 Zweites Staatsexamen im Lehramt für Anglistik/Amerikanische Literatur und Sprache und Politikwissenschaft (Klassen 5–13)). Nach der Promotion 1986 in Gießen und der Habilitation 1994 in Sprachlehrforschung an der Universität Hamburg war er von 1995 bis 2011 Professor für Pädagogische Sprachwissenschaft und TEFL (Teaching English as a Foreign Language) an der Justus-Liebig-Universität Gießen.